# Autotreni TEE FFS RAm 500 ed NS DE 1000
Gli autotreni TEE FFS/NS sono stati dei complessi automotori Diesel-elettrici di proprietà delle Ferrovie Federali Svizzere (FFS) e delle Ferrovie Statali Olandesi (NS) che effettuarono servizio sulla rete ferroviaria europea nell'ambito del raggruppamento Trans Europ Express (TEE).
Furono realizzati cinque convogli, composti ciascuno da una motrice Diesel, due carrozze rimorchiate e una carrozza pilota, tutte di 1ª classe, che vennero acquistati dalle FFS in due esemplari classificati nel gruppo RAm 500 e dalle NS in tre esemplari classificati nel gruppo DE 1000.
Tra il 2 giugno 1957 e il 25 maggio 1974 essi prestarono servizio nel raggruppamento Trans Europ Express, assicurando in periodi diversi le relazioni TEE Edelweiss, L'Étoile du Nord, L'Oiseau Bleu, L'Arbalète e Bavaria.
Dopo il ritiro dal raggruppamento TEE nel 1974 i quattro autotreni superstiti (il RAm 501 subì la distruzione a seguito di uno svio nel 1971 con il TEE Bavaria) rimasero accantonati in attesa di un acquirente fino al 1977, quando furono acquistati dall'amministrazione ferroviaria canadese Ontario Northland Railways.
Successivamente al loro ritiro parti di esse vennero acquistate da associazioni feramatoriali europee e riportate nel Vecchio Continente con l'obiettivo di ripristinarne almeno uno per compiere servizi rievocativi e turistici.

## Premesse
Quando il 2 giugno 1957 il raggruppamento TEE iniziò la sua attività, la rete ferroviaria europea era ancora in gran parte esercìta con la trazione a vapore, solo in parte già sostituita per le linee non elettrificate con la trazione Diesel. La rete elettrificata usufruiva di diversi sistemi di alimentazione. Pertanto erano necessari, specialmente per le relazioni internazionali, diversi cambi di locomotiva, con conseguenti perdite di tempo e scadimento della qualità dei servizi.
La necessità di garantire le elevate velocità previste dalle specifiche tecniche e d'esercizio costrinse, quindi, tutte le amministrazioni fondatrici della rete TEE a utilizzare dapprima degli autotreni Diesel.
Le FFS, per poter iniziare subito i nuovi servizi e per ridurre i costi d'acquisto del materiale rotabile, si accordarono con le ferrovie olandesi (NS) per adottare gli autotreni Diesel-elettrici RAm 500/DE 1000 coi quali, dal 1957 al 1964, si effettuarono le relazioni TEE Edelweiss, L'Étoile du Nord e L'Oiseau Bleu.
Il grande favore accordato dalla clientela ai servizi TEE spinse tutte le amministrazioni a estenderne rapidamente la rete, che nei primi anni era squilibrata geograficamente verso il nord Europa e toccava solo marginalmente la Svizzera. Inoltre la crescente estensione delle elettrificazioni delle reti limitrofe, insieme alle difficili caratteristiche planoaltimetriche di diverse linee, indusse le FFS a considerare la possibilità di introdurre, per le nuove relazioni verso la Francia, l'Italia, la Germania, il Lussemburgo e il Belgio e per quelle preesistenti, degli elettrotreni alimentabili con tutti i tipi di corrente in uso in Europa: i RAe 1050.

## Progetto
Il progetto, sviluppato nel 1954-1955 sulla base delle automotrici elettriche olandesi EID-2 ed EID-4 ("Materieel '54" dall'anno d'introduzione nel parco) soprannominate "Hondekops" ("Muso di cane"), prevedeva la realizzazione di un autotreno con elevate caratteristiche di comfort, con aria condizionata e le massime insonorizzazione e riduzione delle vibrazioni possibili.
Il treno sarebbe stato costituito da quattro veicoli, connessi da un'intercomunicazione in grado di evitare le infiltrazioni d'aria dall'esterno. I veicoli d'estremità sarebbero stati dotati dell'aggancio automatico Scharfenberg.
A una estremità v'era la motrice, comprendente la cabina di guida, la sala macchine e tre locali per i bagagli, per il capo treno e per il personale di dogana.
Gli altri tre veicoli erano destinati al servizio al pubblico. Seguendo la motrice v'erano:
- una vettura con corridoio laterale e nove compartimenti con sei posti ciascuno;
- una vettura con un compartimento a salone con diciotto posti, a cui seguiva il compartimento ristorante con trentadue posti ai tavoli e la cucina;
- una vettura d'estremità con un compartimento a salone con quarantadue posti, un locale per il riposo del personale di bordo e la cabina di guida[16].

## Costruzione
I complessi TEE svizzero-olandesi furono immatricolati dalle FFS come RAm 501-502 e dalle NS come DE 1001-1003. Gli autotreni svizzeri sono anche noti con la denominazione RAm TEE I, comunemente usata per distinguerli dai successivi treni automotori elettrici RAe 1050 sviluppati dalle FFS, noti anche come RAe TEE II.
I cinque autotreni TEE olandesi-svizzeri furono costruiti nel 1957 dall'azienda olandese Werkspoor, con la partecipazione delle aziende svizzere Brown Boveri & Cie (BBC) per le apparecchiature elettriche e Schweizerische Industrie Gesellschaft (SIG) per le casse delle rimorchiate.
Tre dei cinque convogli, immatricolati DE 1001-1003, appartenevano alle Ferrovie Statali Olandesi (NS) e i restanti due, immatricolati RAm 501-502, appartenevano alle Ferrovie Federali Svizzere (FFS).
La locomotiva era dotata di due motori Diesel Werkspoor tipo RUHB 1616 con potenza di 735 kW a 1 400 giri/min, destinati solo alla trazione. Entrambi erano accoppiati a una dinamo che generava corrente continua a 650 V e 2 000 A con cui venivano alimentati motori di trazione, in numero di due per carrello, ciascuno dei quali erogava una potenza di 285 kW.

## L'esercizio sulla rete TEE

### Dal 1957 al 1964
Gli autotreni TEE FFS/NS, consegnati nel maggio 1957, presero servizio il 2 giugno 1957 sui treni Trans Europ Express Edelweiss, L'Étoile du Nord e L'Oiseau Bleu con un turno di quattro giornate che comportava l'utilizzo di quattro convogli, mentre il quinto era in manutenzione o in riserva e subentrava quotidianamente al treno che aveva completato le quattro giornate di turno.
Il turno prevedeva una percorrenza totale di 3.532 km, con una media giornaliera di 883 km, sulle relazioni:
- 1ª giornata: Zurigo-Amsterdam come TEE 30 "Edelweiss";
- 2ª giornata: Amsterdam-Parigi come TEE 128 "L'Étoile du Nord" e Parigi-Bruxelles come TEE 145 "L'Oiseau Bleu";
- 3ª giornata: Bruxelles-Parigi come TEE 145 "L'Oiseau Bleu" e Parigi-Amsterdam come TEE 125 "L'Étoile du Nord";
- 4ª giornata: Amsterdam-Zurigo come TEE 31 "Edelweiss".

Quest'impostazione d'orario durò fino al 30 aprile 1964.

### Nell'estate 1964
Dal 1º giugno 1964 al 1º agosto 1964 assicurarono il servizio sui TEE Edelweiss e L'Étoile du Nord con un turno di tre giornate che comportava l'utilizzo di tre convogli.
Il turno prevedeva una percorrenza totale di 2.912 km, con una media giornaliera di 971 km, sulle relazioni:
- 1ª giornata: Zurigo-Amsterdam come TEE 30 "Edelweiss";
- 2ª giornata: Amsterdam-Parigi e ritorno come TEE 122-125 "L'Étoile du Nord";
- 3ª giornata: Amsterdam-Zurigo come TEE 31 "Edelweiss".

### Dall'autunno 1964 al 1969
Dal 2 agosto 1964 al 27 settembre 1969 assicurarono il servizio sui TEE Edelweiss e L'Arbalète con un turno di tre giornate che comportava l'utilizzo di tre convogli, mentre i due rimanenti erano in riserva o in manutenzione a Zurigo e ad Amsterdam.
Il turno prevedeva una percorrenza totale di 3.048 km, con una media giornaliera di 1.016 km, sulle relazioni:
- 1ª giornata: Zurigo-Amsterdam come TEE 30 "Edelweiss";
- 2ª giornata: Amsterdam-Zurigo come TEE 31 "Edelweiss";
- 3ª giornata: Zurigo-Parigi e ritorno come TEE 8-9 "L'Arbalète".

### Dal 1969 al 1971
Dal 28 settembre 1969 al 15 febbraio 1971 assicurarono il servizio sui TEE Edelweiss e Bavaria con un turno di tre giornate che comportava l'utilizzo di tre convogli, mentre i due rimanenti erano in riserva o in manutenzione a Zurigo e ad Amsterdam.
Il turno prevedeva una percorrenza totale di 2.524 km, con una media giornaliera di 841 km, sulle relazioni:
- 1ª giornata: Zurigo-Amsterdam come TEE 30 "Edelweiss";
- 2ª giornata: Amsterdam-Zurigo come TEE 31 "Edelweiss";
- 3ª giornata: Zurigo-Monaco di Baviera e ritorno come TEE 57-56 "Bavaria".

Il 9 febbraio 1971 il TEE 56 "Bavaria" fu protagonista di un incidente nei pressi di Kempten, sulla rete delle Ferrovia Federale Tedesca (DB), in cui l'autotreno RAm 501 delle FFS uscì dai binari a causa dell'eccessiva velocità nell'affrontare una curva (132 km/h invece degli 80 km/h prescritti) e andò irrimediabilmente distrutto. La carrozza pilota, che era in testa al treno, e le due carrozze intermedie furono demolite sul posto, mentre la motrice fu dapprima condotta al deposito locomotive DB di Kempten, quindi a quello FFS di Zurigo e infine alle officine NS di Tilburg dove venne demolita.

### Dal 1971 al 1974
Dal 16 febbraio 1971, a seguito dell'incidente del 9 febbraio in cui andò distrutto l'autotreno RAm 501, il TEE Bavaria venne esercito con una composizione leggera di tre carrozze di materiale ordinario e soltanto il TEE Edelweiss continuò a essere affidato a due dei quattro autotreni TEE FFS/NS restanti, fino al loro ritiro definitivo avvenuto il 25 maggio 1974.
Gli ultimi viaggi degli autotreni TEE FFS/NS furono congegnati con una sequenza che permettesse di sfruttare il termine del servizio commerciale per il parziale rimpatrio dei convogli sulle reti di appartenenza:
1. venerdì 24 maggio 1974:
  - treno TEE 90[22] "Edelweiss" Zurigo-Amsterdam composto dagli autotreni NS DE 1003 ed DE 1002 in doppia trazione comando multiplo, col DE 1002 che viaggiava a vuoto per il rimpatrio definitivo sulla rete NS dopo esser stato privato dell'equipaggiamento della carrozza ristorante, appartenente alla Compagnie Suisse des Wagons Restaurants (CSWR);
  - treno TEE 91[22] "Edelweiss" Amsterdam-Zurigo composto dall'autotreno NS DE 1001 in semplice trazione;
2. sabato 25 maggio 1974:
  - treno TEE 90 "Edelweiss" Zurigo-Amsterdam composto dagli autotreni FFS RAm 502, di riserva a Zurigo, ed NS DE 1001, giunto da Amsterdam il giorno precedente, in doppia trazione comando multiplo, col DE 1001 che viaggiava a vuoto per il rimpatrio definitivo sulla rete NS dopo esser stato privato dell'equipaggiamento della carrozza ristorante, appartenente alla CSWR;
  - treno TEE 91 "Edelweiss" Amsterdam-Zurigo composto dall'autotreno NS DE 1003 in semplice trazione;
3. domenica 26 maggio 1974 l'autotreno FFS RAm 502, giunto ad Amsterdam il giorno precedente col TEE 90, viene rimpatriato definitivamente a Zurigo nella notte come convoglio isolato fuori servizio;
4. lunedì 27 maggio 1974 l'autotreno NS DE 1003, giunto a Zurigo due giorni prima col TEE 91, viene rimpatriato definitivamente a Utrecht in giornata come convoglio isolato fuori servizio, dopo esser stato privato dell'equipaggiamento della carrozza ristorante, appartenente alla CSWR.

### Dopo il ritiro dal servizio TEE

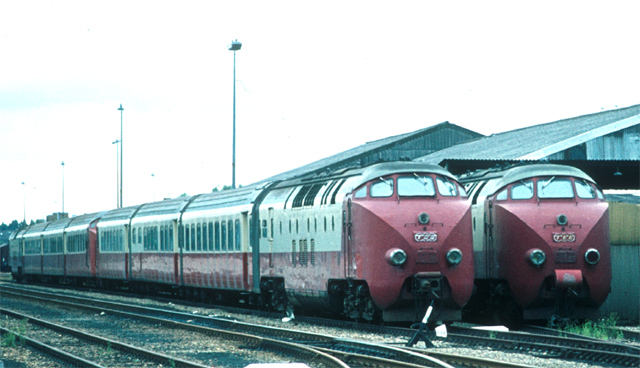
Gli autotreni TEE DE 1001-1003 delle NS accantonati nella stazione centrale di Utrecht intorno al 1975.

L'autotreno TEE RAm 502, unico superstite del parco FFS rimase accantonato a Zurigo fino al 9 gennaio 1975, quindi venne trasferito nella rimessa di Glarona.
Gli autotreni TEE DE 1001-1003 delle NS furono concentrati a Utrecht; il 7 giugno 1974 due di essi vennero impiegati per un viaggio speciale di andata e ritorno verso il Belgio, organizzato con i convogli DE 1002 e 1001 in doppia trazione a comando multiplo tra Amsterdam e Huy da un'associazione amatoriale olandese.

### Dati statistici dell'esercizio TEE
Con il ritiro dal servizio degli autotreni TEE FFS/NS dal TEE Edelweiss, in occasione del cambio di orario del 25-26 maggio 1974, si chiuse definitivamente l'epoca della trazione termica con materiale automotore sulla rete Trans Europ Express.
Gli autotreni TEE olandesi-svizzeri furono accantonati fuori servizio dopo un utilizzo commerciale durato complessivamente 6.202 giorni.
Secondo informazioni fornite dalle FFS i convogli RAm 501-502 percorsero fino al 25 maggio 1974 rispettivamente 2.921.900 km e 4.030.200 km; il chilometraggio totale dei DE 1001-1003 non fu invece divulgato dalle NS, ma lo si stima prossimo a una media di 3.830.000 km per ciascuno dei tre convogli.
La motrice dell'autotreno FFS RAm 501 rimase danneggiata in un incendio che ne provocò il fermo per 176 giorni tra agosto 1961 e gennaio 1962.
La stessa motrice, gravemente danneggiata nello svio del TEE Bavaria del 9 febbraio 1971, fu inviata il 15 luglio 1971 dal deposito locomotive di Zurigo alle officine ferroviarie olandesi di Tilburg, dove il 27 luglio successivo fu presa la decisione di demolirla.

## Dopo i servizi TEE
Dopo la fine dei servizi TEE i quattro complessi furono accantonati in rimessa a Utrecht.
Diversamente dal materiale Diesel ex TEE di altre amministrazioni, la NS giudicò impossibile il loro riutilizzo in servizi all'interno della propria rete e li mise in vendita.
Offerte d'acquisto pervennero dalle Ferrovie Statali Danesi (DSB), alle Ferrovie Elleniche e da altre società ferroviarie dell'Europa orientale, dell'Arabia Saudita e degli Stati Uniti d'America, ma nessuna andò a buon fine.
Finalmente, nell'autunno 1976 tutti e quattro i complessi vennero venduti all'Urban Transport Development Corporation (UTDC), una società di proprietà del Governo dell'Ontario incaricata di promuovere il trasporto pubblico attraverso operazioni di pianificazione e con l'acquisto di materiale rotabile da cedere poi in leasing alle società ferroviarie.
L'obiettivo che veniva perseguito in quel periodo dall'UTDC era quello di migliorare l'offerta di collegamenti fra Toronto e il nord, che era espletato dalle società Canadian National e Ontario Northern Railroad (ONR) utilizzando materiale rotabile obsoleto.
Pertanto i quattro treni, revisionati nelle officine FFS di Zurigo, NS di Tilburg e SIG di Neuhausen am Rheinfall, vennero anche adeguati alle norme ferroviarie canadesi e predisposti per sostenere le rigide condizioni climatiche dell'area di destinazione. Inoltre vennero rifatti gli arredi interni e sostituito lo schema di verniciatura del TEE con quello dell'ONR.
Imbarcati a Rotterdam, furono trasportati a Toronto tra il marzo e il settembre 1977. Dopo l'arrivo vennero condotti alle industrie aeronautiche Orenda, dove subirono alcune modifiche dell'arredo interno, assumendo quindi la numerazione ONR 1980-1983.
Denominati "Northlander", entrarono in servizio il 9 giugno 1977 nei collegamenti fra Toronto, North Bay e Timmins espletando i servizi sulle relazioni fra Toronto e North Bay con estesa di 367 km e durata del viaggio di cinque ore e Toronto, North Bay e Timmins, con estesa per 1 150 km e durata del viaggio di dieci ore). La bassa velocità della prima relazione era dovuta al percorso sulla rete della Canadian National, che nella concessione delle tracce orarie aveva privilegiate quelle dei propri treni merci. Ciò, insieme agli esosi pedaggi da corrispondere al gestore dell'infrastruttura (la stessa Canadian National), sebbene dal 30 ottobre 1977 vi fosse stata una riduzione di circa 25 minuti dei tempi di percorrenza fra Toronto e Timmins, rese non remunerativo il servizio.
Ripetuti guasti dovuti all'inesperienza del personale e al clima rigido spinsero infine l'ONR dapprima a sostituire i motori d'origine delle motrici, e quindi a sostituirle, dal 1979, con locomotive del tipo FP7 costruite dalla General Motors. Dopo le trasformazioni le quattro composizioni superstiti continuarono il loro servizio fino al 9 febbraio 1992, quando cessarono ogni servizio commerciale.

## Prospettive di conservazione museale
Nel 1996 la fondazione svizzera TEE Classic acquistò dall'ONR otto veicoli (quattro vetture pilota, due vetture intermedie a corridoio e due vetture ristorante) con l'obiettivo di ricostituire un treno nell'aspetto d'origine. Essendo state demolite, entro il 1980, le vetture motrici, la fondazione stabilì di costruirne a nuovo una utilizzando una delle vetture pilota e due motori Diesel recuperati da un'automotrice NS tipo III oltre a due carrelli già di locomotive tipo NoHAB delle ferrovie belghe.
Imbarcate il 19 ottobre 1998 nel porto canadese di Saint-John sul mercantile norvegese MV Tampa, e arrivate ad Amburgo il 5 novembre successivo, dopo diverse vicissitudini dal 16 luglio 2002 vennero ospitate a Heilbronn nella rimessa dell'associazione feramatoriale tedesca Ulmer Eisenbahn Freunde.
Infine, nell'aprile 2006 la fondazione TEE Nederland foundation acquistò il materiale dalla TEE Classic con l'obiettivo di ripristinare un treno. Il materiale è ricoverato nella rimessa di Zwolle e la fondazione sta cercando i finanziamenti per iniziare i lavori previsti.

## Riproduzioni fermodellistiche
L'autotreno è stato riprodotto in scala H0 dalle ditte Märklin, Roco, Trix e altre.